# Haematopota megaera
Haematopota megaera är en tvåvingeart som beskrevs av Usher 1965. Haematopota megaera ingår i släktet Haematopota och familjen bromsar. Inga underarter finns listade i Catalogue of Life.